# Ahmad Sadik Muhammad
Ahmad Sadik Abd al-Fattah Muhammad, Ahmed Sadek Abdelfattah Mohamed (ur. 2003) – egipski zapaśnik walczący w stylu wolnym. Srebrny medalista mistrzostw Afryki w 2024 roku.